# Élections législatives grecques d'août 1910

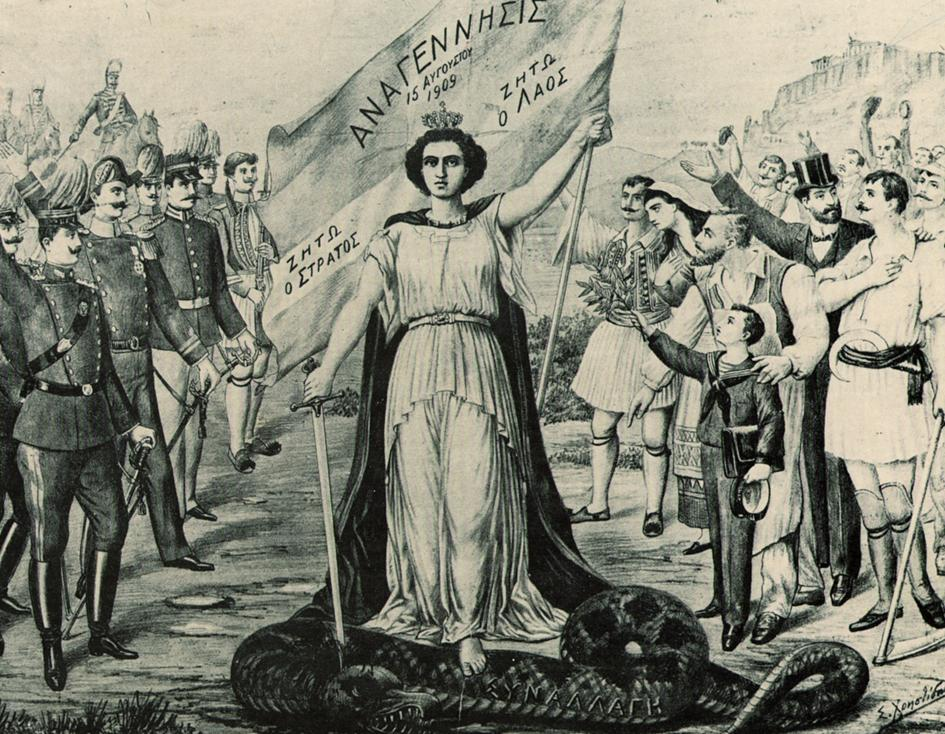
Lithographie célébrant le coup de Goudi.

Les élections législatives grecques anticipées du 21 août 1910 (8 août a.s.) élurent les membres du parlement grec. Elles avaient été obtenues du souverain Georges Ier grâce à la médiation d'Elefthérios Venizélos aux lendemains de l'insurrection militaire du « coup de Goudi ». Tous les élus se disaient partisans du changement. Le gouvernement de transition de Stéphanos Dragoúmis fut maintenu en place, jusqu'à la prise de pouvoir par Venizélos en octobre et l'organisation de nouvelles élections en novembre.

## Fonctionnement du scrutin
Conformément à la constitution de 1864, les élections se déroulèrent au suffrage masculin direct et secret. Depuis 1877, hormis quelques exceptions, tous les hommes de plus de 21 ans étaient électeurs. Les députés étaient répartis en proportion de la population de la province : un député pour 10 000 habitants ; avec un minimum de 150 députés. Une loi de 1862 stipulait de plus que les Grecs « hétérochtones » (vivant hors des frontières du pays, à l'inverse des « autochtones » vivant à l'intérieur) étaient aussi électeurs.
Les députés étaient élus à la majorité absolue, au niveau provincial. Chaque électeur disposait d'autant de votes qu'il y avait de candidats. Les électeurs, la plupart analphabètes, ne votaient pas avec des bulletins, mais avec des boules de plomb. Il y avait autant d'urnes qu'il y avait de candidats. L'électeur glissait la main dans l'urne et plaçait sa boule soit à droite (partie blanche, inscrite « oui »), soit à gauche (partie noire, inscrite « non »). Les urnes étaient en acier recouvert de laine pour éviter qu'un bruit quelconque informe de la façon dont l'électeur avait voté. Le député qui avait obtenu la majorité (en principe), mais proportionnellement le plus de voix (dans la réalité) était élu.

## Contexte

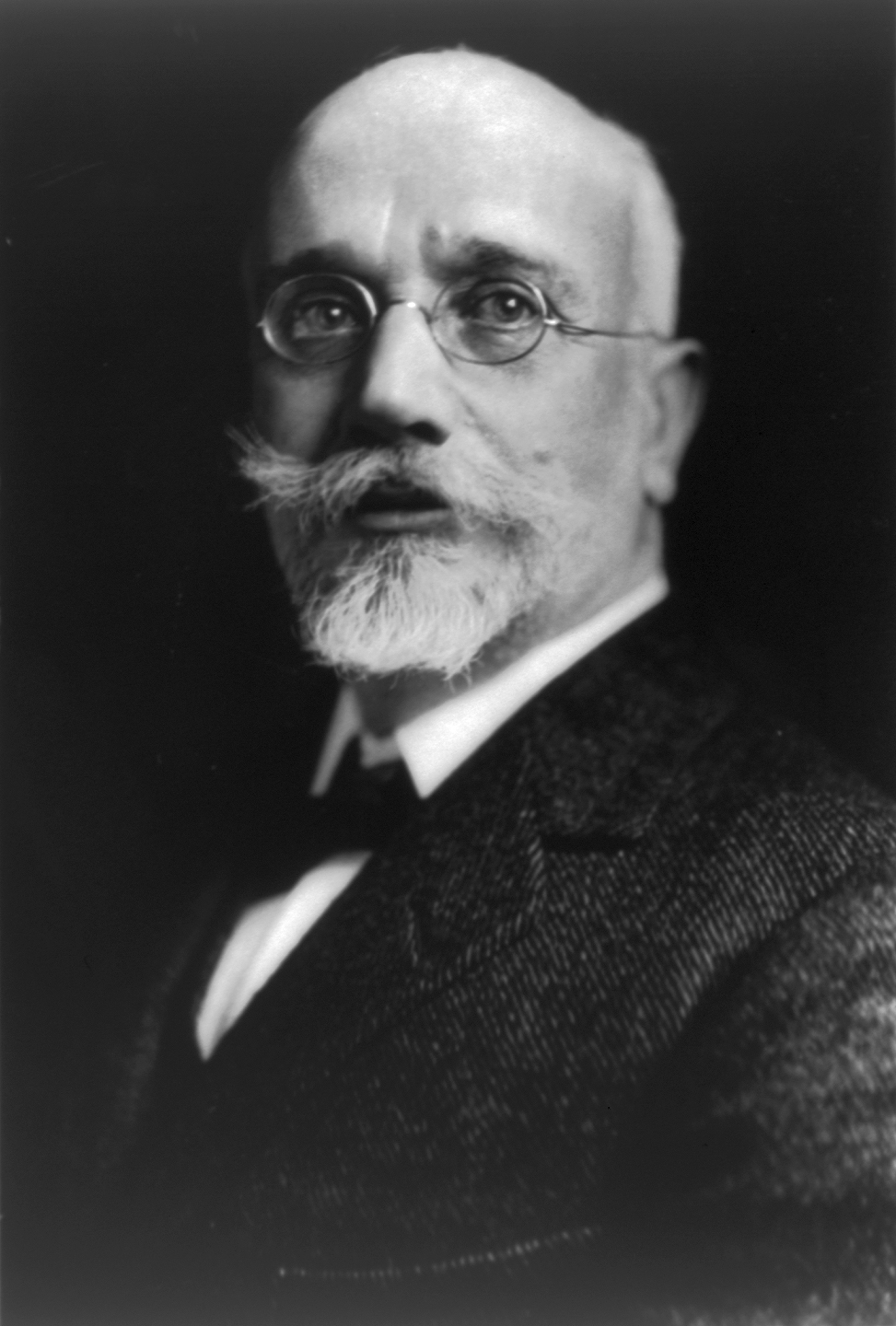
Elefthérios Venizélos

Depuis sa grande extension territoriale de 1881, la Grèce avait dû reculer à la suite d'un certain nombre de revers militaires, dont la désastreuse guerre de trente jours en 1897. Le rattachement à la Grèce de la Macédoine ou de la Crète semblait ne pouvoir être réalisé. Enfin, la situation économique du pays était catastrophique depuis des années : endettement, émigration, etc..
À partir de 1908, de nombreux officiers se réunirent dans la Ligue militaire , dirigée par un colonel d'artillerie, Nikolaos Zorbas. Elle ne désirait au départ qu'une augmentation du budget de l'armée et une réorganisation sur le modèle de l'armée ottomane qui avait triomphé en 1897. La Ligue exigeait aussi que les membres de la famille royale, considérés comme responsables de cette défaite, fussent chassés de l'armée,. Pour imposer ses vues, elle finit par organiser un coup d'État. Il partit des casernes de Goudi dans la nuit du 15 août 1909. Les insurgés firent alors connaître leurs revendications. Elles avaient évolué. Une partie restait purement militaire. Une autre partie était politique et sociale exigeant des réformes du pays en profondeur. Ils ne demandaient pas l'abdication du roi, ni la dissolution de la monarchie. Ils ne souhaitaient pas non plus de dictature militaire ni même de changement de gouvernement,. Une grande manifestation populaire, organisée et encadrée par les militaires, se déroula dans les rues d'Athènes le 14 septembre 1909. Les manifestants soutenaient les revendications politiques et sociales des militaires, comme l'impôt sur le revenu ou la titularisation des fonctionnaires (pour qu'ils ne dépendent plus des politiques).
Cependant, les insurgés n'étaient pas capables de faire avancer leurs idées : les négociations traînaient et la révolution s'essoufflait. Une partie des officiers se rendit alors en Crète pour aller chercher le Premier ministre de l'île autonome : Elefthérios Venizélos, avec qui ils avaient déjà eu l'occasion de travailler. Il leur conseilla alors de faire procéder à des élections législatives et de confier à la nouvelle assemblée le soin de réaliser le programme des réformes. En janvier 1910, il vint jouer à Athènes le rôle de médiateur entre les forces en présence : le roi, le gouvernement, le parlement, les militaires et la population. Les solutions proposées par le Premier ministre crétois furent adoptées : convocation d'une assemblée chargée de réviser la constitution ; démission du gouvernement Mavromichalis, remplacé par un gouvernement de transition confié à Stéphanos Dragoúmis, considéré comme « indépendant », et chargé d'organiser les élections législatives,. Venizélos ne participa pas aux élections, mais ses partisans le présentèrent pour un siège en Attique-Béotie.

## Résultats
Il y avait 362 sièges à pourvoir car les assemblées constituantes ou considérées comme constituantes avait traditionnellement un nombre de sièges double,. Tous les élus se disaient partisans du changement. Le gouvernement de transition de Stéphanos Dragoúmis fut maintenu en place, jusqu'à la prise de pouvoir par Venizélos en octobre.
| Partis unis                                                 | 211 |
| Indépendants partisans du changement                        | 122 |
| Indépendants                                                | 29  |
| Total                                                       | 362 |
| Source : Pantelis, Koutsoubinas, Gerapetritis, 2010, p. 855 |     |